# Die Brücke (kunst)

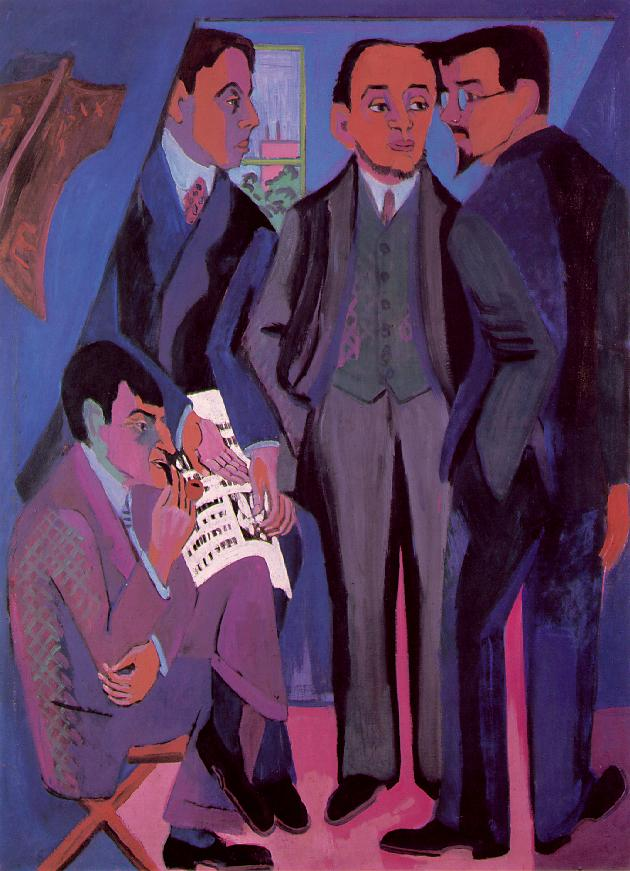
Groepsportret van 'Die Brucke' door Kirchner, 1927. V.l.n.r.: Otto Mueller, Kirchner, Heckel, en Schmidt-Rottluff

Die Brücke was een kortstondig bestaande beweging in de beeldende kunst (1905-1913), gevormd door een groep expressionistische kunstenaars uit de Duitse stad Dresden.

## Geschiedenis
De naam "Die Brücke" (de brug) is bedacht door een van de oprichters Karl Schmidt-Rottluff en is mogelijk afkomstig uit het werk Also sprach Zarathustra  van Friedrich Nietzsche, die daarmee de overgang tussen oud en nieuw (verleden en toekomst) bedoelde.
Vier studenten aan de Technische Hochschule te Dresden (Ernst Ludwig Kirchner, Fritz Bleyl, Karl Schmidt-Rottluff en Erich Heckel) riepen in 1905 de Künstlergemeinschaft Die Brücke in het leven. Even later sloten Emil Nolde, Max Pechstein, Otto Mueller en Cuno Amiet zich bij dit viertal aan. De Nederlandse schilder Kees van Dongen was ook enige tijd betrokken bij Die Brücke.
Oorspronkelijk was het de bedoeling gezamenlijk te werken, om zich los te maken van de uitgehold geachte academische stijltheorieën. Door deze collectiviteit blijft ontwikkeling van een eigen stijl lang uit en is het soms moeilijk de werken uit een bepaalde periode aan de kunstenaars toe te schrijven. Vooral Kirchner en Heckel werkten erg overeenkomstig. 
Brücke-kunstenaars wilden de essentie van het creatief vermogen direct en eerlijker in beeld brengen en aldus hun eigen emotie manifesteren. Inspiratie daartoe zochten ze in het omringende leven, vooral in de natuur, in doordringende studies van het vrouwelijk naakt en in het stadsleven. Een essentiële inspiratiebron hierbij was de Noor Edvard Munch, die meerdere grote tentoonstellingen in Dresden hield, waar vooral Kirchner erg van onder de indruk was. Een andere inspiratiebron was Vincent van Gogh. Schmidt-Rottluff heeft zelfs voorgesteld de Brücke-beweging de "Van-Goghisten" te noemen.
Ze namen in 1910 deel aan de eerste expositie van de Neue Sezession en kwamen daarbij in contact met August Macke en Franz Marc, de mannen van de "Neue Künstlervereinigung". Alfred Flechtheim liet de groep ook exposeren in Düsseldorf. De uitgever van het blad "Der Sturm", H. Walden, werd de grote verdediger van het werk van "Die Brücke". In 1911 verhuisden Kirchner, Heckel en Schmidt-Rottluff naar Berlijn, waar Pechstein en Müller sinds 1909 al verbleven. In 1912 werd deelgenomen aan de "Sonderbund Ausstellung" te Keulen, gezamenlijk met de Der Blaue Reiter-groep van Marc en Macke.
In 1913 veroorzaakte Ludwig Kirchner de ontbinding van "Die Brücke" met zijn "Brücke-Chronik", die door de overige leden afgekeurd werd. Dit is slechts de directe aanzet voor het opbreken van de groep. Voor deze tijd was er al sprake van onderhuidse spanningen, aangezien ondanks de collectieve stijl, Kirchner de meeste eer kreeg.

## Schildersstijl
Zowel Die Brücke als Der Blaue Reiter vormden de kern van het Duitse expressionisme. Begonnen als een soort emotioneel impressionisme werd het al gauw de tegenhanger van het Franse fauvisme. In Duitsland dankt men aan Die Brücke de heropleving van de belangstelling voor de houtgravure, een medium dat door zijn moeilijke hanteerbaarheid in de tijd van de academische schildervoorschriften als onhandelbaar gezien werd.

## Galerij

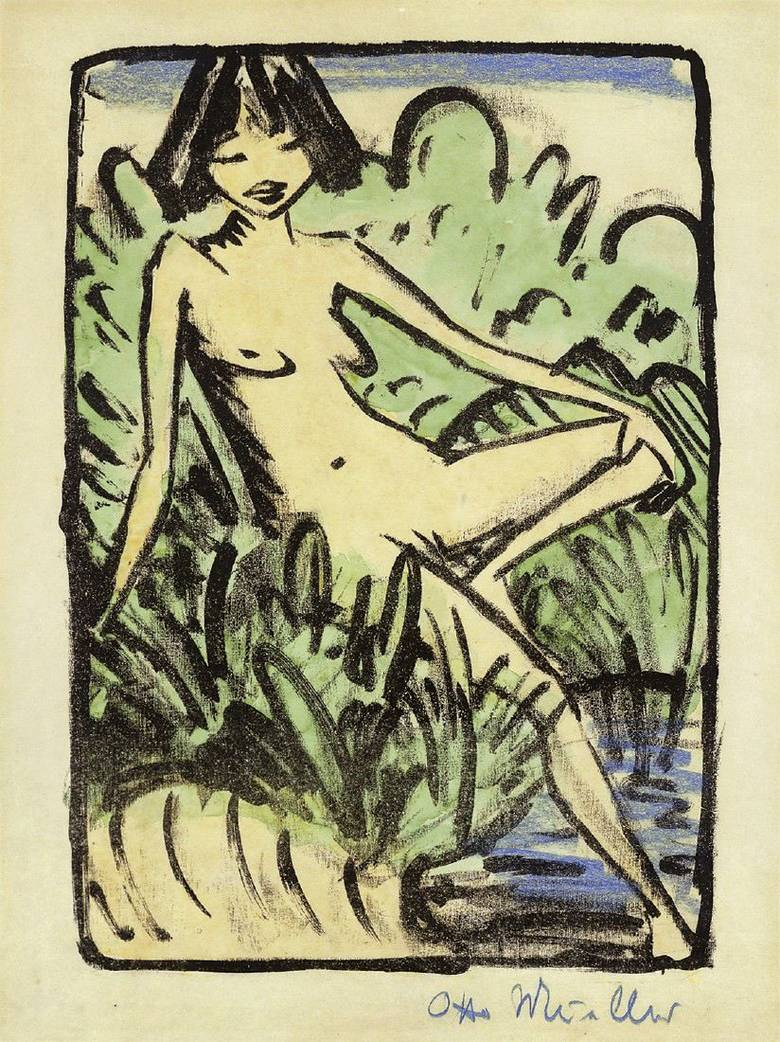
Otto Mueller: Am Ufer sitzendes Mädchen
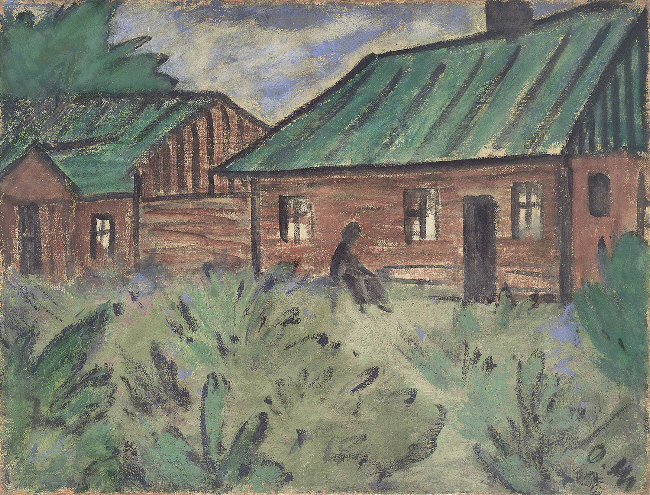
Otto Mueller: Häuser mit grünen Dächern
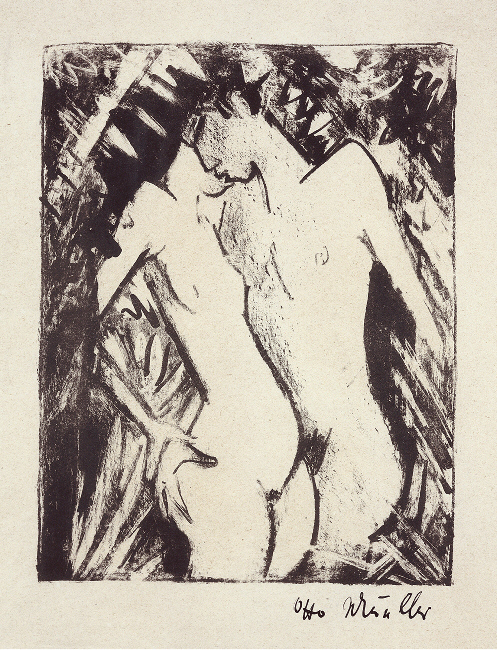
Otto Mueller: Stehendes Liebespaar
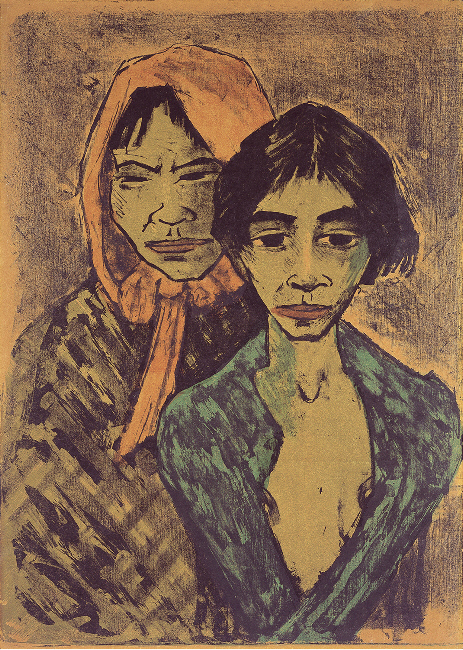
Otto Mueller: Zwei Zigeunerinnen
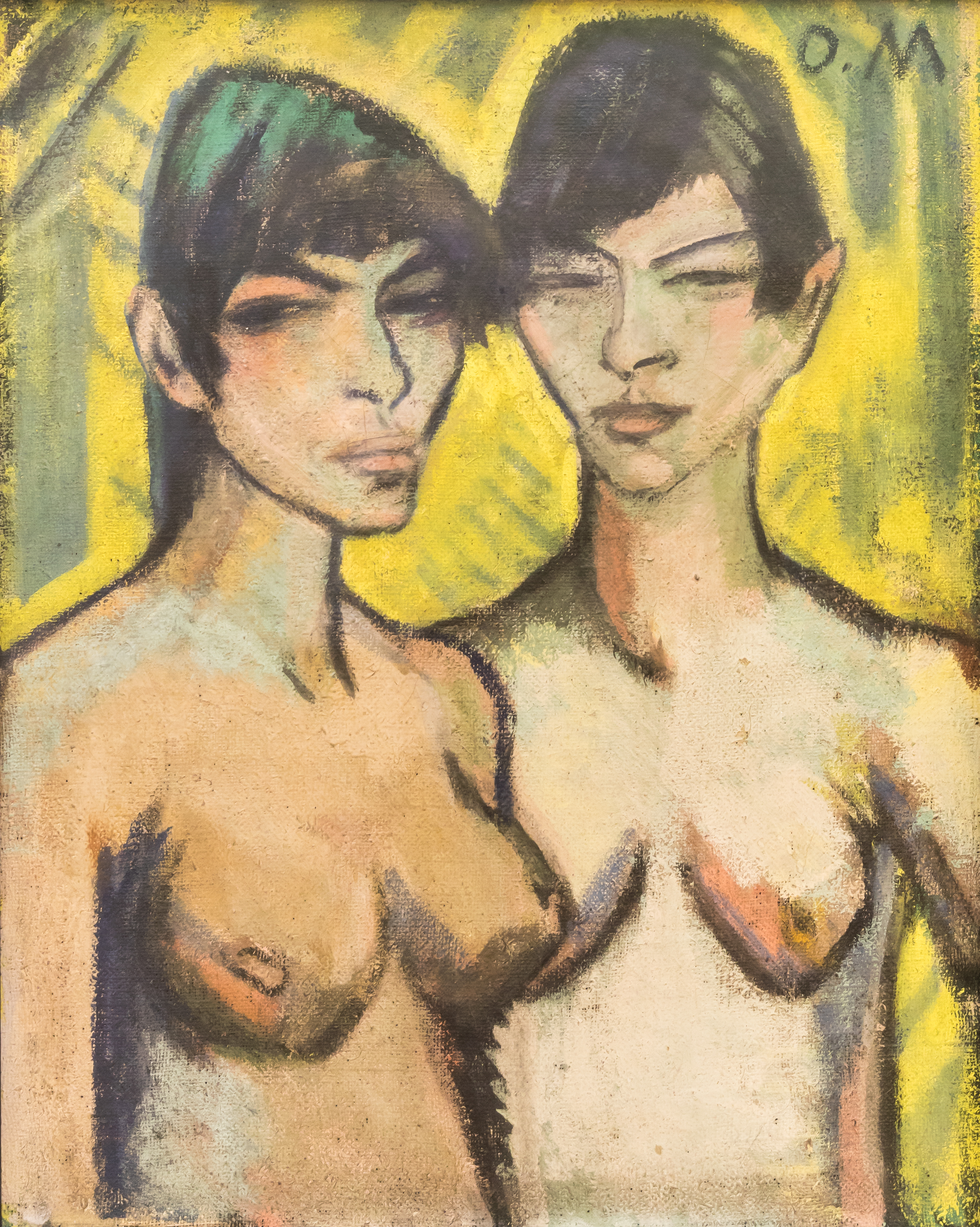
Otto Mueller: Vier Akte
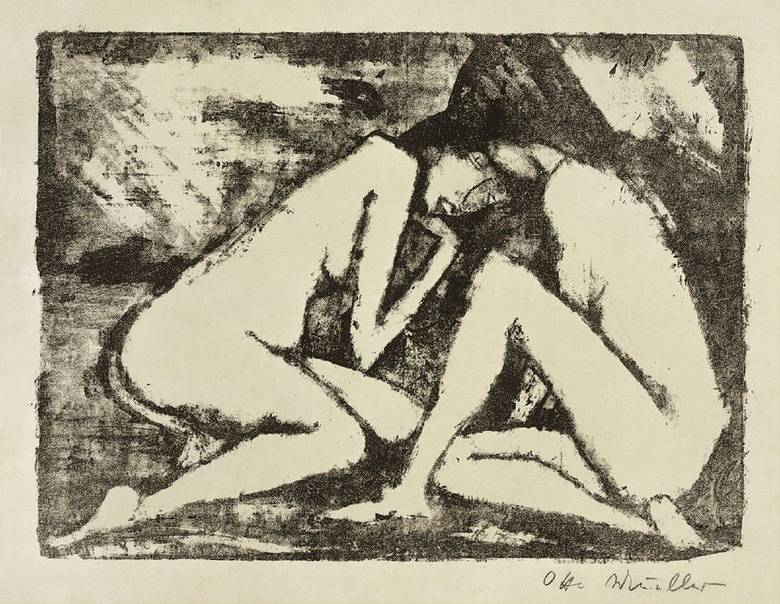
Otto Mueller: Zwei sitzende Mädchen
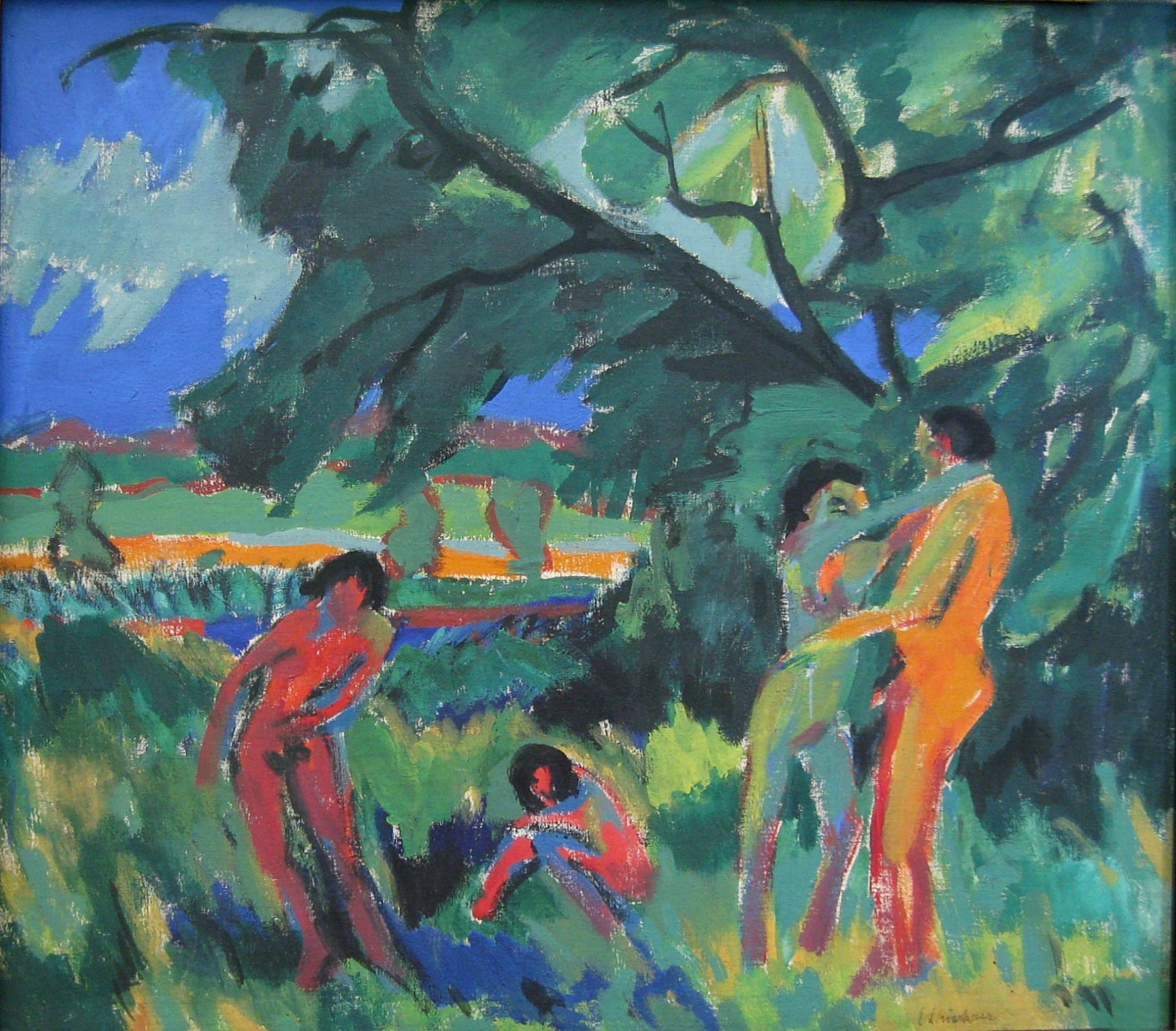
Ernst Ludwig Kirchner: Spielende nackte Menschen, 1910/11